# جورجيا بوي وليامز
جورجيا بوي وليامز هو سياسي أمريكي، ولد في 23 أكتوبر 1908 في بونيفاي في الولايات المتحدة، وتوفي في 9 نوفمبر 1990 في مقاطعة كولومبيا في الولايات المتحدة. نشط حزبياً في الحزب الديمقراطي. وقد انتخب عضو مجلس نواب فلوريدا ‏.